# Paracladura dorsocompta
Paracladura dorsocompta är en tvåvingeart som beskrevs av Yang 1995. Paracladura dorsocompta ingår i släktet Paracladura och familjen vintermyggor.
Artens utbredningsområde är Zhejiang (Kina). Inga underarter finns listade i Catalogue of Life.